# Sunira
Sunira là một chi bướm đêm thuộc họ Noctuidae. Sunira được Ronkay và đồng nghiệp coi như một phân chi Agrochola vào năm 2001, nhưng Brian Pitkin và đồng nghiệp vẫn coi như một chi riêng biệt trong Butterflies and Moths of the World (vào năm 2005) và trong All-Leps (vào năm 2009).
Nếu coi là một chi riêng biệt, nó sẽ có các loài sau:
- Sunira bicolorago (Guenée, 1852)
- Sunira decipiens (Grote, 1881)
- Sunira verberata (Smith, 1904)